# Tarago
Pour les articles homonymes, voir Tarago (homonymie).
Tarago est un village australien situé dans la zone d'administration locale de Goulburn Mulwaree en Nouvelle-Galles du Sud. 
Le village est situé dans la région des Plateaux du sud, à environ 220 km au sud-ouest de Sydney et à 69 km au nord est de Canberra.
En 2016, la population s'élevait à 426 habitants.